# Wax Tailor
Wax Tailor (prononcé en anglais : /wæks ˈteɪlə/), de son vrai nom Jean-Christophe Le Saoût, né le 19 juillet 1975 à Vernon, en Normandie), est un auteur, compositeur, producteur de musique et manager français de musique.
Il sort son premier album, Tales of the Forgotten Melodies, en mars 2005 après deux EP dont le genre mélange le trip hop, le hip-hop ou bien encore le downtempo. Ses principales influences musicales sont la musique noire américaine et la pop des années 1960.

## Biographie
La première apparition discographique de Wax Tailor remonte à 1993 sur la compilation Yvelive 2 (Le Cry) au côté du groupe NSA de Mantes-la-Jolie. Fondateur du groupe La Formule dans les années 1990, animateur sur radio Droit de Cité à Mantes-la-Jolie, Jean Christophe Le Saoût lance son label Lab'Oratoire en 1998 et produit La Formule ainsi que d'autres projets (Breakbeats Breaking the wave, Breathing Under Water…). Dès 1994 en parallèle de La Formule il travaille sur plusieurs projets[source secondaire souhaitée] allant du trip hop au breakbeat.
En 2000, il lance le projet Breathing under water en collaboration avec, entre autres, Looptroop, groupe suédois dont il a monté la première tournée française en 2001.
Il commence à travailler sur son projet Wax Tailor (« Tailleur de cire ») en 2002,, et sort en 2004 un premier EP qu'il qualifie de hip-hop orchestral.
En 2005, il sort l'album Tales of the Forgotten Melodies qui trouve rapidement une audience qui va bien au-delà du public spécialisé. S'ensuit une longue tournée en France mais aussi un peu partout dans le monde où l'album reçoit de très bons échos, notamment aux États-Unis ou l'album sort dans la foulée.
En 2007, Wax Tailor revient avec un second album Hope & Sorrow.
En France, il est nommé aux Victoires de la musique en 2008 dans la catégorie « meilleur album de musique électronique » et il est récompensé aux États-Unis d'un « Indie Music award ». Après une longue tournée mondiale de 200 dates il enregistre en 2008 le titre Seize the day pour la bande originale du film Paris de Cédric Klapisch et remixe ASA et Nina Simone pour le label américain Verve.
À l’été 2009, Wax Tailor réapparait avec le titre Say Yes.
En mars 2010, il est à nouveau nommé pour l'« album de l'année » aux Victoires de la musique. En novembre, il donne quatre dates lors de la tournée Wax Tailor & The Mayfly Symphony Orchestra, accompagné par l'orchestre symphonique de l'Opéra de Rouen.
En 2012, après un an et demi de travail, Wax Tailor sort Heart Stop, un premier single extrait de l'album Dusty Rainbow from the Dark qui sort le 10 septembre 2012.
En 2013, après une troisième nomination pour le « Meilleur Album Musique Électronique » aux Victoires de la musique, il joue devant 50 000 personnes sur la scène de Solidays mais aussi à Garorock, Dour, Sziget et bien d'autres.
En 2014, après une tournée au Brésil aux côtés de Macy Gray, il se produit en formation symphonique, « Wax Tailor & The Phonovisions Symphonic Orchestra », accompagné sur scène par près d'une quarantaine de musiciens, dix-sept choristes et des invités,,.
En 2015, il realise In Wax We Trust, un film documentaire sur les disquaires indépendants aux États-Unis,.
En octobre 2016, Wax Tailor est de retour avec un cinquième opus By Any Beats Necessary.
Le 10 novembre 2017, Wax Tailor revient avec l'album By Any Remixes Necessary, composé de remixes de son album précédent. By Any Remixes Necessary sera le premier vinyl au monde intégrant directement une puce NFC.
En janvier 2021, Wax Tailor sort The Shadow Of Their Suns, son sixième album studio.
En janvier 2023, Il sort son dernier album Fishing For Accidents avec des invités comme Mick Jenkins, Mr. Lif, Kuf Knotz, Lojii, Napoleon Da Legend, Ill Conscious, Voice Monet, David Bars, Mattic, Jennifer Charles (Elysian Fields) et Victoria Bigelow,. Cet album sera suivi d'une tournée internationale aux Etats Unis, en Europe et en Asie,
En mars 2025, pour fêter les 20 ans de son premier album Tales Of The Forgotten Melodies, il repart en tournée aux Etats Unis et au Canada

## Discographie

### Classements
| Année | Album                           | Meilleure position en France | Certification |
| ----- | ------------------------------- | ---------------------------- | ------------- |
| 2005  | Tales of the Forgotten Melodies | 150                          |               |
| 2007  | Hope and Sorrow                 | 31                           | Gold          |
| 2009  | In the Mood for Life            | 9                            | Gold          |
| 2012  | Dusty Rainbow from the Dark     | 8                            | Gold          |
| 2016  | By Any Beats Necessary          | NC                           |               |
| 2017  | By Any Remixes Necessary        | NC                           |               |
| 2021  | The Shadow of Their Suns        |                              |               |

| Année | Album                            | Meilleure position en France | Certification |
| ----- | -------------------------------- | ---------------------------- | ------------- |
| 2010  | Live 2010 à l'Olympia            | 62                           |               |
| 2014  | Phonovisions Symphonic Orchestra | NC                           |               |

| Année | Album                                       | Meilleure position en France | Certification | Album                       |
| ----- | ------------------------------------------- | ---------------------------- | ------------- | --------------------------- |
| 2007  | Positively Inclined / The Way We Lived (EP) | 78                           |               | Hope and Sorrow             |
| 2008  | We Be / There Is Danger (EP)                | 78                           |               | Hope and Sorrow             |
| 2009  | Say Yes (feat. ASM)                         | 30                           |               | In the Mood for Life        |
| 2009  | This Train / Leave It (EP)                  | 25                           |               | In the Mood for Life        |
| 2012  | Heart Stop                                  | 81                           |               | Dusty Rainbow From the Dark |